# 小塘站
小塘站位于广东省佛山市南海区小塘镇，是广茂铁路线上的一座四等站，于1903年投入使用。离广州站37公里，距茂名站322公里，隶属广州铁路集团三茂铁路股份有限公司管辖。客运可办理旅客乘降，不办理行李、包裹托运；货运可办理整车货物到发，不办理危险货物到发。